# SEAT Arosa
SEAT Arosa – samochód osobowy klasy aut najmniejszych produkowany przez hiszpańską markę SEAT w latach 1997 - 2005.

## Historia i opis modelu

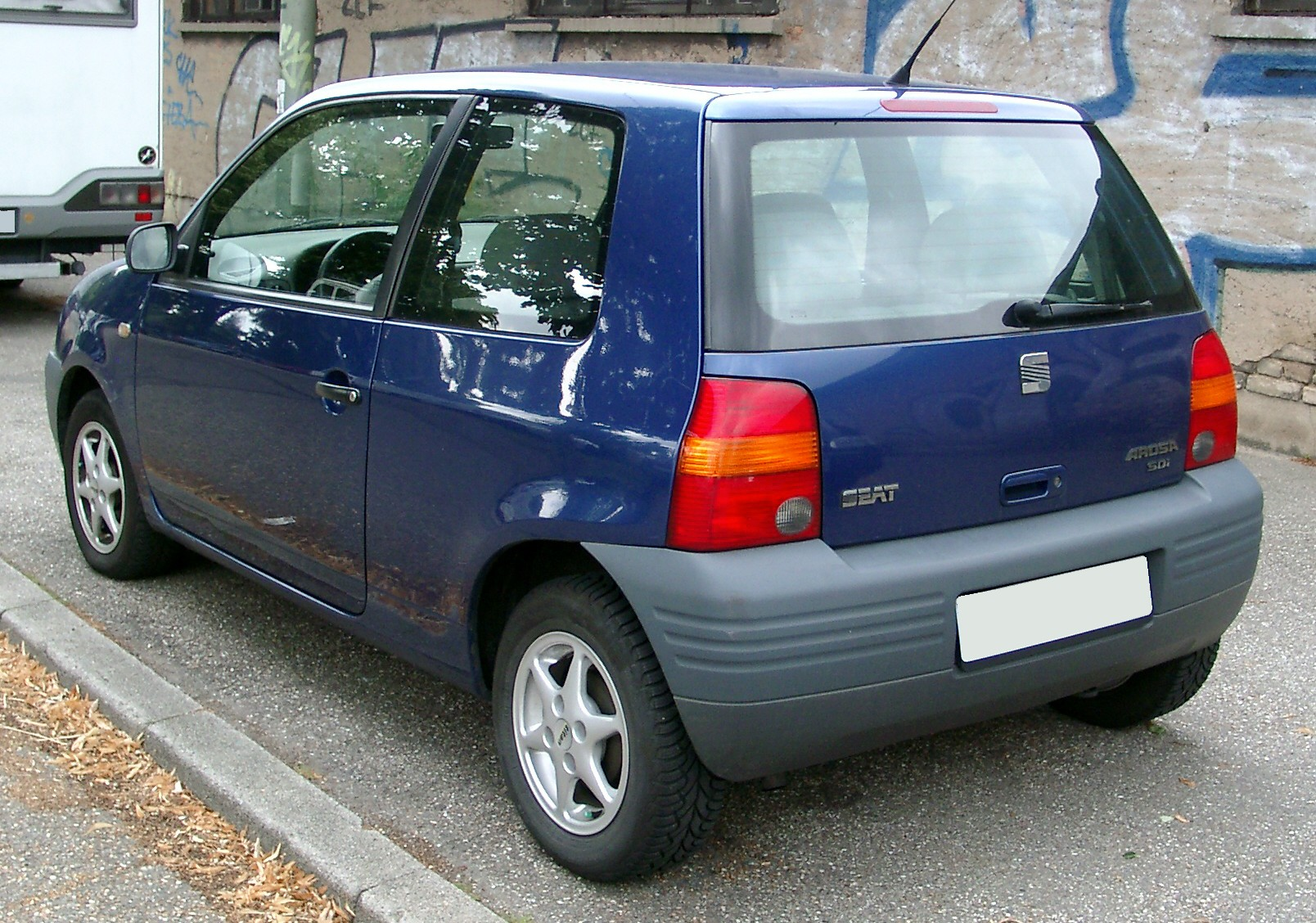
SEAT Arosa - tył

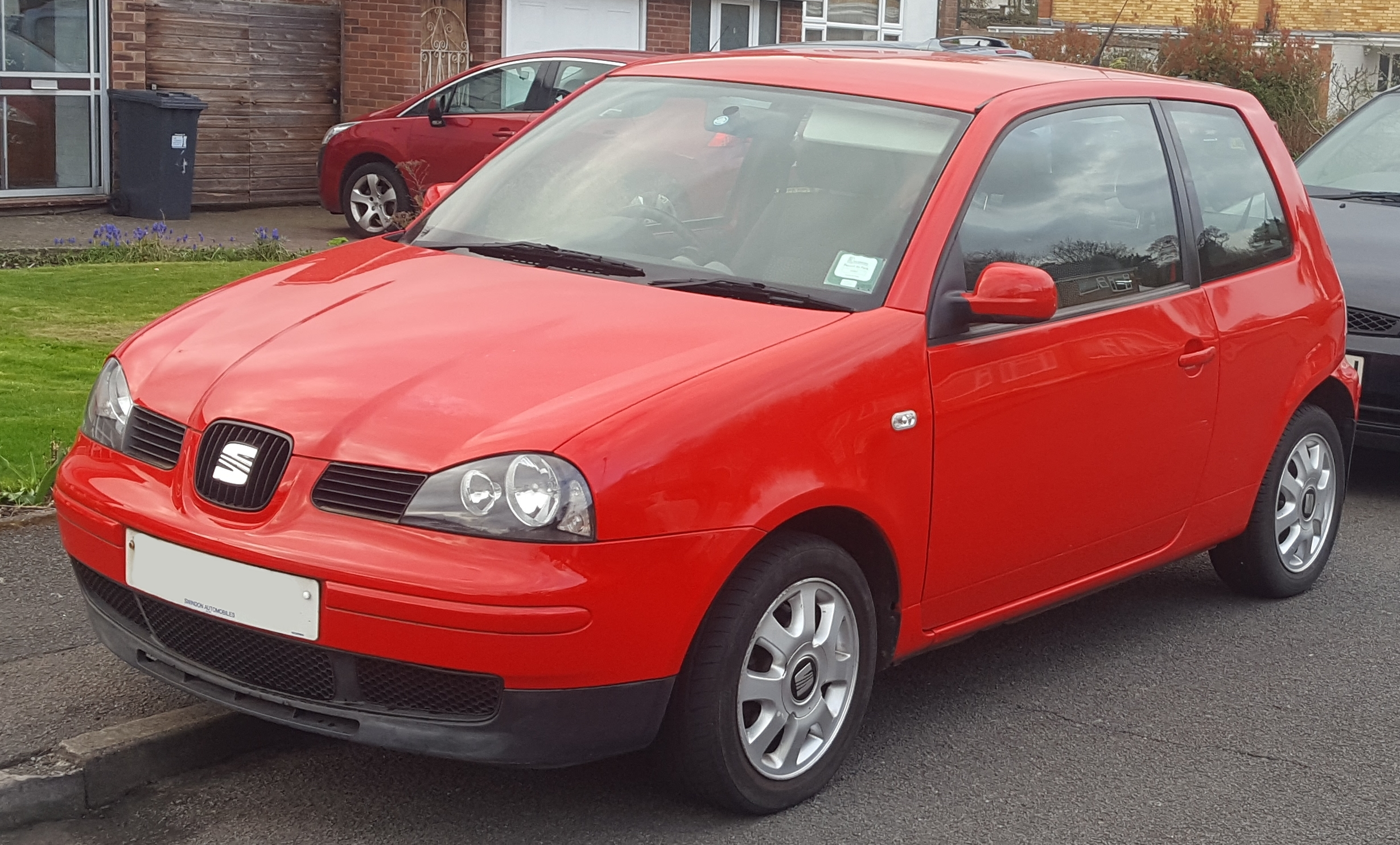
SEAT Arosa po liftingu

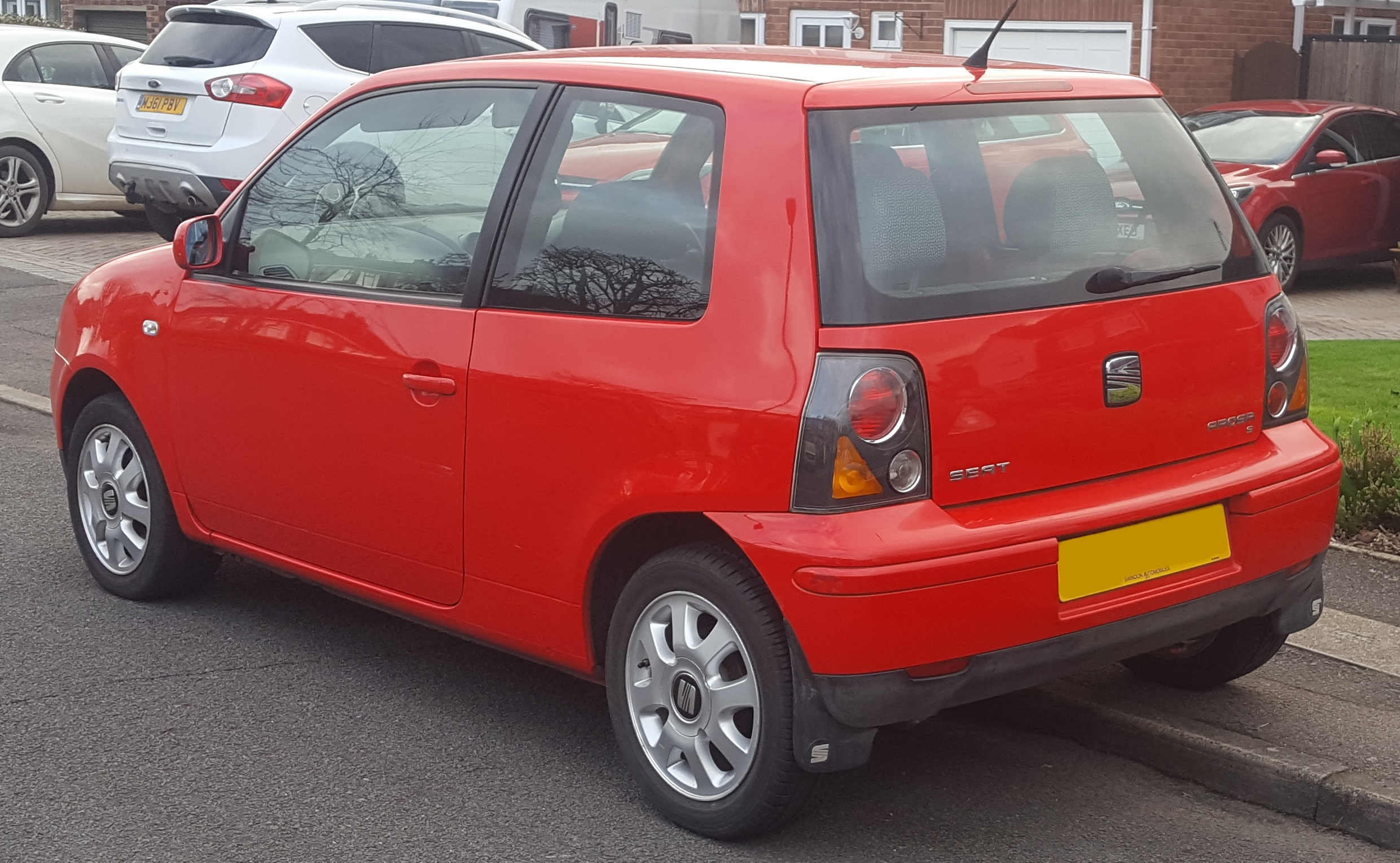
SEAT Arosa - tył po liftingu

Samochód został po raz pierwszy oficjalnie zaprezentowany podczas targów motoryzacyjnych w Genewie w marcu 1997 roku. W połowie maja 1997 roku rozpoczęto produkcję pojazdu w niemieckiej fabryce Volkswagena w Wolfsburgu. W 1998 roku zaprezentowano bliźniaczą wersją pojazdu - model Volkswagen Lupo. Pojazd został zbudowany na bazie skróconej płyty podłogowej A00 wykorzystanej do produkcji modelu Volkswagen Polo oraz SEAT Ibiza. W lipcu 1998 roku przeniesiono produkcję pojazdu do hiszpańskiej fabryki w Martorell.
W 2000 roku auto przeszło delikatny lifting. Przód pojazdu upodobniony został do Ibizy II po liftingu. Zmienione zostały m.in. przednie reflektory, atrapa chłodnicy oraz zderzak. Przy okazji liftingu odświeżono wygląd deski rozdzielczej.

### Wyposażenie
Samochód wyposażyć można było m.in. w elektryczne sterowanie szyb, elektryczne sterowanie lusterek, system ABS, 2 poduszki powietrzne, szyberdach, zamek centralny oraz wspomaganie kierownicy, klimatyzację oraz światła przeciwmgłowe.

### Silniki
| Silnik                | Pojemność skokowa [cm³] | Typ silnika        | Moc maksymalna [KM] przy obr./min | Maks. moment obrotowy [Nm] przy obr./min | Przyspieszenie 0-100 km/h [s] | Prędkość maks. [km/h] |                    |                    |                    |
| Silniki benzynowe:    | Silniki benzynowe:      | Silniki benzynowe: | Silniki benzynowe:                | Silniki benzynowe:                       | Silniki benzynowe:            | Silniki benzynowe:    | Silniki benzynowe: | Silniki benzynowe: | Silniki benzynowe: |
| --------------------- | ----------------------- | ------------------ | --------------------------------- | ---------------------------------------- | ----------------------------- | --------------------- | ------------------ | ------------------ | ------------------ |
| 1.0                   | 999                     | R4                 | 50/5000                           | 86/3000                                  | 17,4                          | 155                   |                    |                    |                    |
| 1.4                   | 1390                    | R4                 | 60/4700                           | 116/2800                                 | 14,1                          | 160                   |                    |                    |                    |
| 1.4 16V               | 1390                    | R4                 | 100/6000                          | 126/4400                                 | 9,8                           | 188                   |                    |                    |                    |
| Silniki wysokoprężne: |                         |                    |                                   |                                          |                               |                       |                    |                    |                    |
| 1.4 TDI               | 1422                    | R4                 | 75/4000                           | 195/2200                                 | 12,1                          | 170                   |                    |                    |                    |
| 1.7 SDI               | 1716                    | R4                 | 60/4200                           | 115/2200                                 | 16,8                          | 157                   |                    |                    |                    |